# Louis Montoyer
Louis (Ludwig) Joseph Montoyer (kolem 1749 Mariemont, Rakouské Nizozemí – 5. června 1811 Vídeň) byl belgicko-rakouský neoklasicistní architekt a stavitel, působící zejména v Bruselu a ve Vídni, ale také v Praze.

## Život a dílo
Louis Montoyer se narodil kolem roku 1749 v Mariemontu (obec v nynější Belgii), kde byl jeho otec myslivcem. Podrobnější údaje o jeho mládí a vzdělání nejsou známy. Od roku 1778 pracoval v Bruselu jako architekt a dodavatel staveb pro vévodu Alberta Sasko-Těšínského, generálního guvernéra tehdejšího rakouského Nizozemska. V letech 1782–1784 především dohlížel na stavbu jeho paláce v Laekenu u Bruselu (nynější královský palác, podle plánů francouzského architekta Charlese de Wailly). Je mu připisována také oranžerie v zámecké zahradě v Seneffe nebo dokončení kostela sv. Jakuba Staršího v Bruselu v roce 1786.
V roce 1795 přijel s vévodou Albertem do Vídně. Tam nejprve pracoval na přestavbě jeho vévodského paláce, nyní známého jako Albertina. V letech 1804–1807 postavil obřadní síň v Hofburgu a spojil tzv. leopoldinské křídlo se starým císařským palácem. Jeho hlavním dílem ve Vídni je Palais Rasumofsky, palác, který postavil pro ruského velvyslance Andreje Razumovského (předběžný návrh v roce 1803, výstavba v letech 1806–1811).
Ve Vídni se Montoyer oženil s Marií Annou Eyss (asi 1774–1851), s níž měl syna Ludwiga (1802–1871). V roce 1805 byl Louis Montoyer jmenován čestným občanem Vídně, v roce 1807 se stal dvorním architektem Františka II. Zemřel ve Vídni v roce 1811 a byl pohřben na hřbitově svatého Marka.
Během svého působení ve Vídni se podílel i na některých projektech realizovaných v Praze: s pražskými architekty Josefem Zobelem a Jiřím Fischerem navrhl přestavbu domu U Hybernů z někdejšího kláštera na celnici, v roce 1807 provedl některé úpravy interiérů v Rohanském paláci.

## Galerie

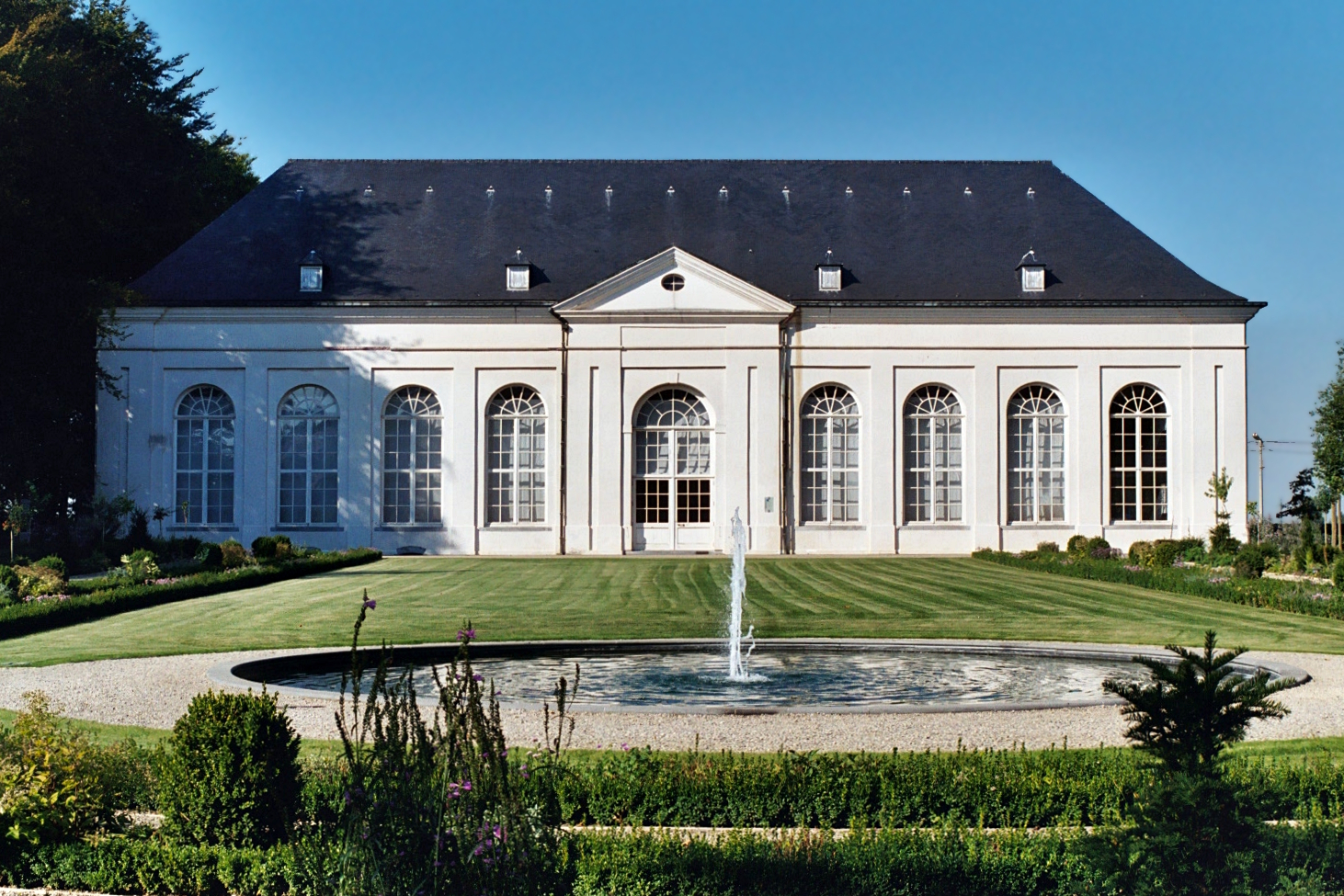
Seneffe (Belgie): oranžerie v zámecké zahradě
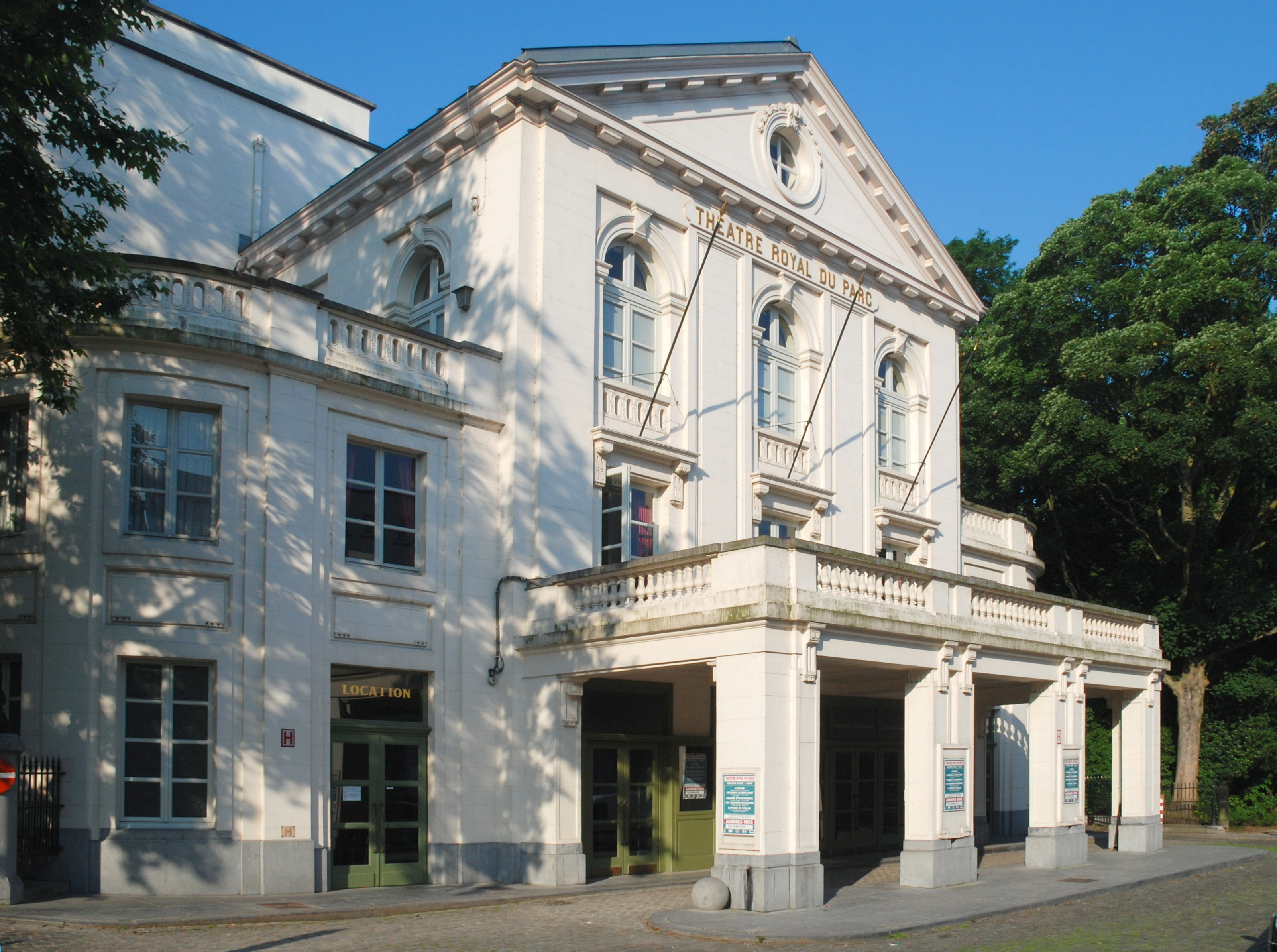
Brusel: divadlo v Královském parku
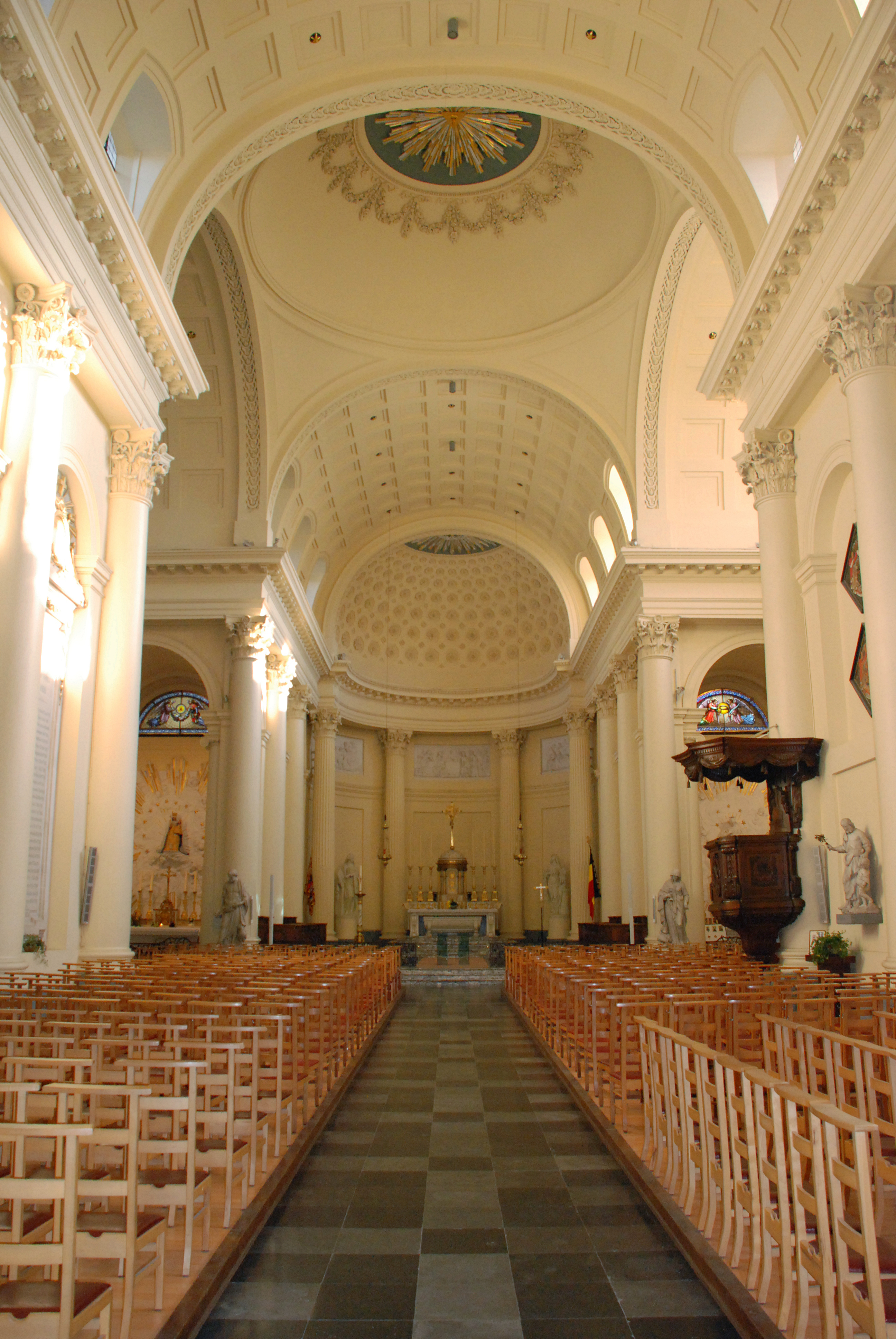
Brusel: kostel sv. Jakuba Staršího, interiér
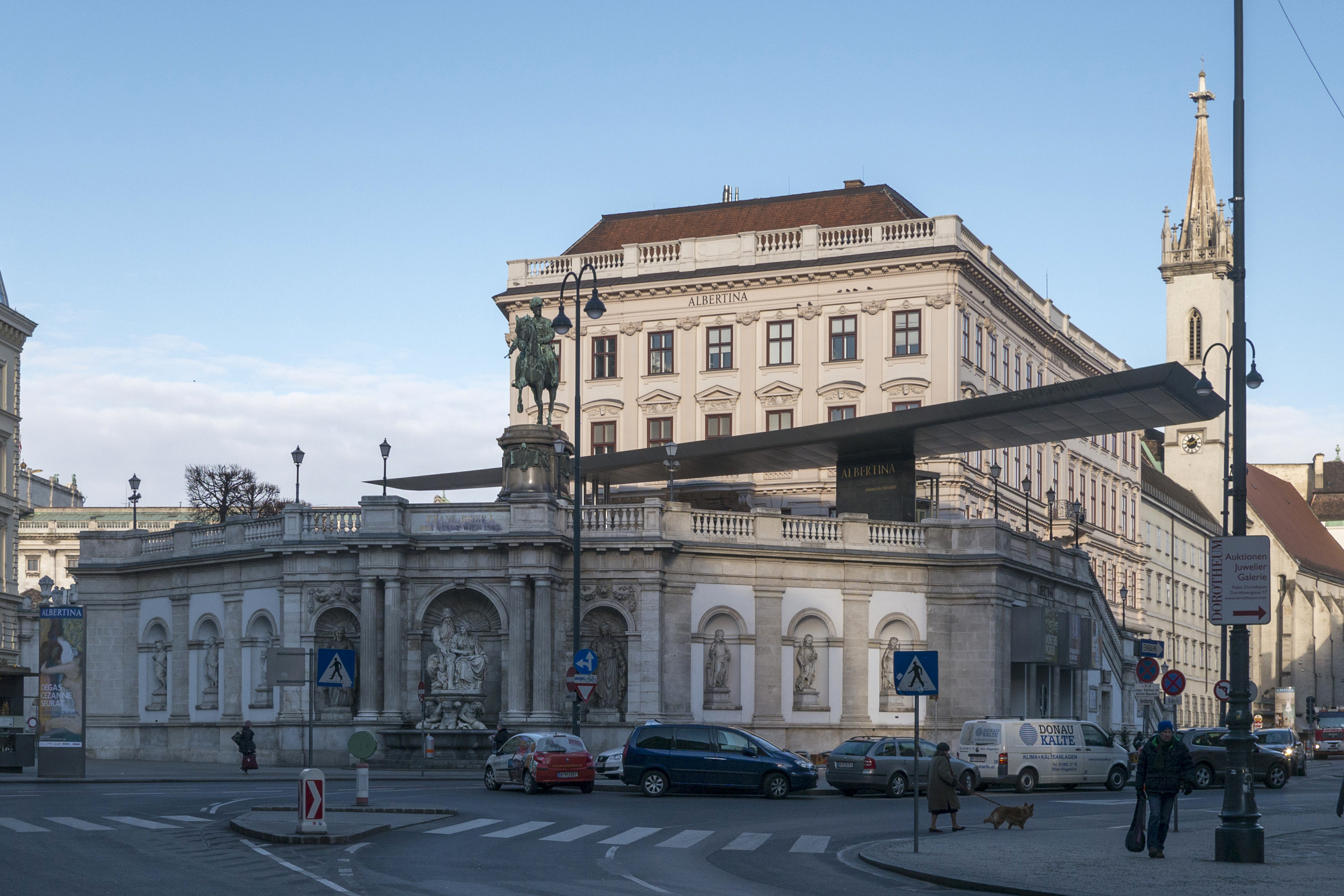
Vídeň: Albertina
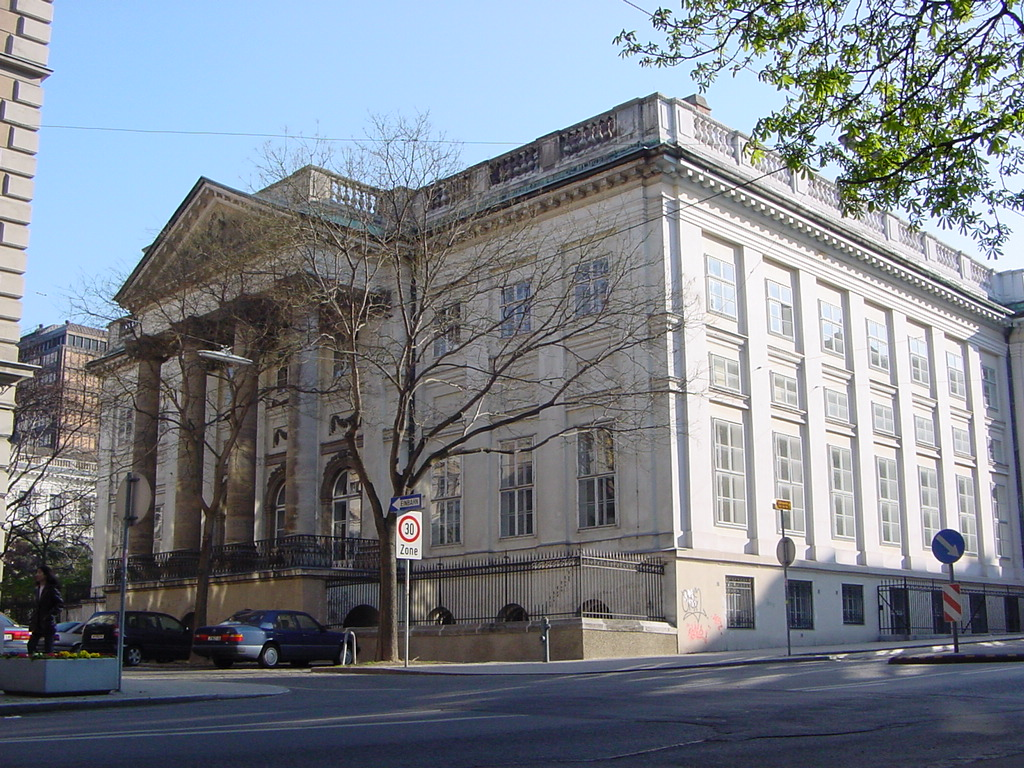
Vídeň: Palais Rasumofsky